# 瑪麗-路易絲·吉羅
瑪麗-路易絲·吉羅（英語：Marie-Louise Giraud，1903年11月17日—1943年7月30日），法國女性維權人士。她是最後一批被送上斷頭台的女性之一。吉羅在1940年代納粹管轄法國時被判墮胎罪。她因在瑟堡地区實施了27次墮胎而於1943年7月30日被處死。她的故事被影視化為1998年電影，該片由克勞德·夏布洛執導。

## 背景
1943年7月30日，因在瑟堡地区實施了27次墮胎，瑪麗-路易絲·吉羅39歲時被送上巴黎羅凱特監獄的鄉郊由劊子手儒勒·亨利·迪佛諾執行斷頭台處決。她是唯一因這個原因而被處決的「天使製造人」。一名男人同年因實行3次墮胎也被斬首。
出身貧寒家庭，吉羅嫁給了一名水手，並育有兩子。她先後做家庭管家和洗衣房女工。從第二次世界大戰開始，她還租借房間來進行賣淫活動。她最初沒有補償金的強況下開始流產。